# بایگانی هوشنگ گلشیری
بایگانی هوشنگ گلشیری یا آرشیو هوشنگ گلشیری مجموعهٔ دستنوشته‌های هوشنگ گلشیری (۱۳۷۹–۱۳۱۶) است که در کتابخانه دانشگاه استنفورد نگهداری می‌شود.

## تاریخچه

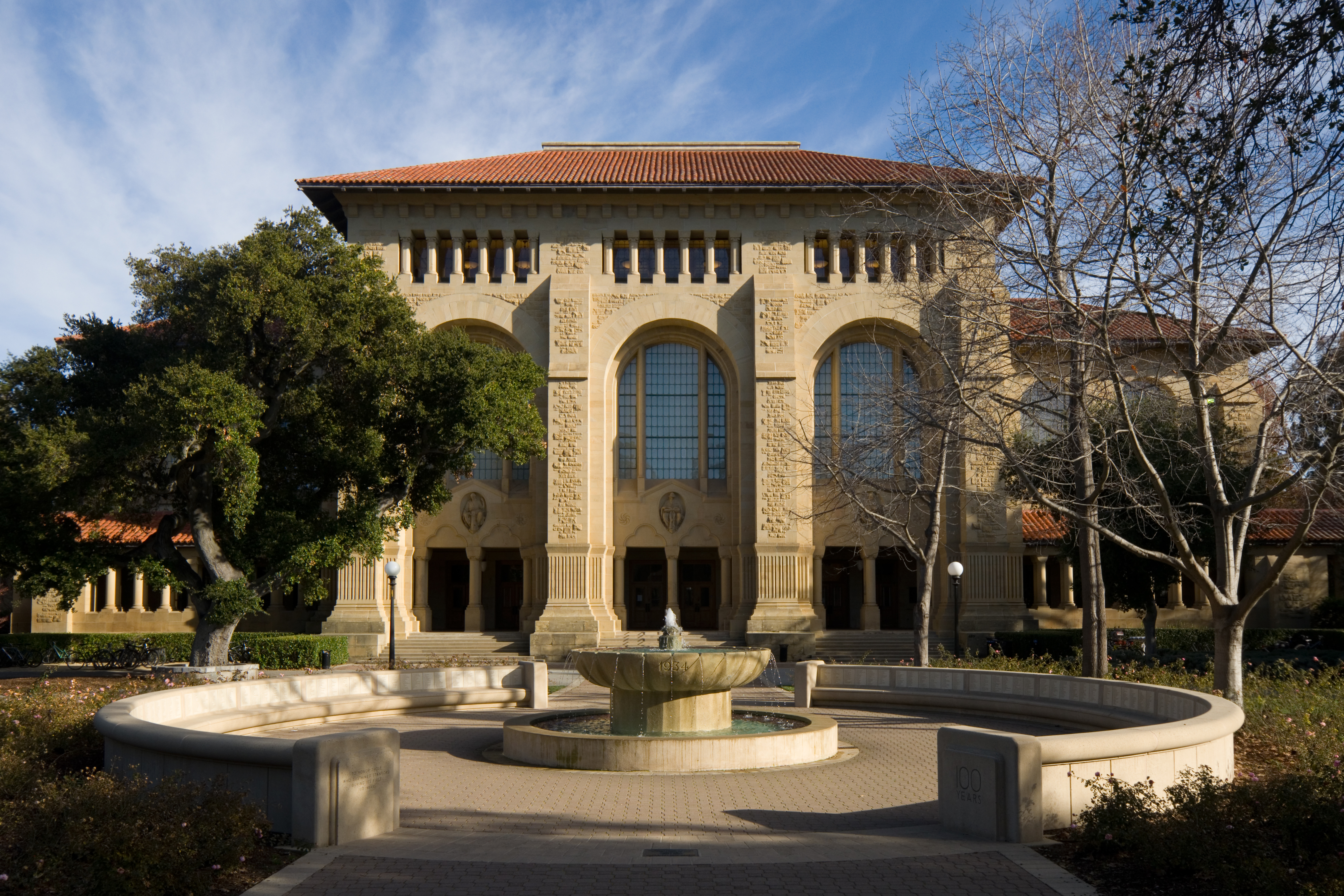
در ۱۴ ژانویه ۲۰۱۶ مراسمی به مناسبت اهدای دستنوشته‌های گلشیری در کتابخانهٔ گرینِ دانشگاهِ استنفورد برگزار شد. بهرام بیضایی از سخنرانان این جلسه بود.

این مجموعه نزد بازماندگان گلشیری، همسرش فرزانه طاهری و دو فرزندشان در ایران، بود که سال ۱۳۹۵ همچون هدیهٔ باربد گلشیری به دانشگاه استنفورد منتقل شد. به این مناسبت در مراسمی به تاریخ ۱۴ ژانویه ۲۰۱۶ بهرام بیضایی و عباس میلانی و رضا فرخفال و شهریار مندنی‌پور و فرزانه طاهری و جان ایلتس در کتابخانهٔ گرین دربارهٔ گلشیری و این مجموعه سخن گفتند. این مجموعه هنوز برای استفادهٔ عموم آزاد نیست.

## محتوا
غیر از چرکنویس بسیاری از آثار منتشرشده، مقداری هم از نوشته‌های منتشرنشدهٔ گلشیری، از جمله دفتر دوّم بره گمشده راعی، در این مجموعه هست. نمایشنامهٔ سلامان و ابسال نیز از آثار چاپ‌نشدهٔ گلشیری است که در این مجموعه هست.